# Баланкуль
Баланку́ль (хак. Пуланнығ кӧл «Лосиное озеро») — озеро в подтаёжной зоне Аскизского района Республики Хакасия, в отрогах Кузнецкого нагорья, в естественном понижении.
Расстояние от города Абакана в 80 км к западу.
Озеро имеет овальную форму, длина его немногим более километра, берега песчаные, песчано-гравийные, в южном заливе на некоторых участках они заболочены. Дно ровное, наибольшая глубина составляет шесть метров. С западной стороны и частично у восточного берега лес вплотную подходит к воде. На восточном берегу находится оборудованный пляж для купаний.
Зеркало озера находится на высоте 836 метров. Отроги горных хребтов Сахсарского Пистага и Малого Пистага теснят его, подступают вплотную к его берегам.
Берега озера, в его северной части, сложены осадочными породами с выходами мощных родников. Площадь зеркала ок. 0,4 км². Наблюдаются значительные колебания площади озера, его глубин и объёмов воды. Примерно через 12 лет повторяются значительные приливы и увеличение размеров озера. Максимальная глубина колеблется от 1,5 до 6 метров, объём воды в озере — от 120 млн м³ до 1 млн м³.
Вода пресная, высокого качества, с уровнем минерализации (при минимальных размерах озера) до 0,4 г/л. Вода рекомендована для купания и употребления в хозяйственных целях без предварительной оценки. Для питьевых целей используются подземные воды, забираемые из бурового колодца.
В озере водятся щука, окунь, линь, сазан. Есть естественные зимовальные ямы в местах выходов родников.
Главное хозяйственное назначение озера — оздоровление детей в летний период.

## История
В старые времена это озеро считалось у хакасов священным. Согласно народному поверью, здесь жили горные духи, которым все проходящие мимо приносили жертвы, задабривая их.
В переводе с хакасского языка Буланкуль, в прежние времена Буланны-Куль, Пулан-Коль, означает лосиное озеро. Как рассказывает легенда, в районе озера обитало много могучих и добрых лосей. Когда на них нападали волки, озеро принимало лосей в свои объятия и таким образом спасало их.

## В наши дни
Рядом с озером расположены детские лагеря, спортивные и туристические базы отдыха.
Популярностью озеро пользуется также и у туристов-«дикарей» и их количество постоянно растёт. В результате чего берег озера сильно засоряется.
Однако власти Аскизского района по возможности следят за озером, регулярно вывозят мусор за туристами. По берегам установлены туалеты.